# Division occidentale (Fidji)
Pour les articles homonymes, voir Division occidentale.
La région occidentale est l'une des quatre régions dans l'organisation administrative fidjienne correspondant essentiellement à l’ouest de l'île de Viti Levu. La capitale de région se situe à Lautoka, seconde plus grande ville des îles Fidji.

## Provinces
L'île est divisée en trois circonscriptions : 
| Régions            | Province (Yasana) | Roko Tui            | Superficie (km²) | Population (1996) |
| Région occidentale | Ba                | Ratu Ovini Bokini   | 2634             | 192,197           |
| Région occidentale | Nadroga-Navosa    | Ratu Sakiusa Makutu | 2385             | 54,083            |
| Région occidentale | Ra                | Simione Naikarua    | 1341             | 30,904            |

## Municipalités de la région
- Nanuya Lailai,